# Erwin Bowien
Erwin Johannes Bowien (sinh ngày 3 tháng 9 năm 1899 – mất ngày 3 tháng 12 năm 1972)  là họa sĩ kiêm nhà văn ngườiĐức.

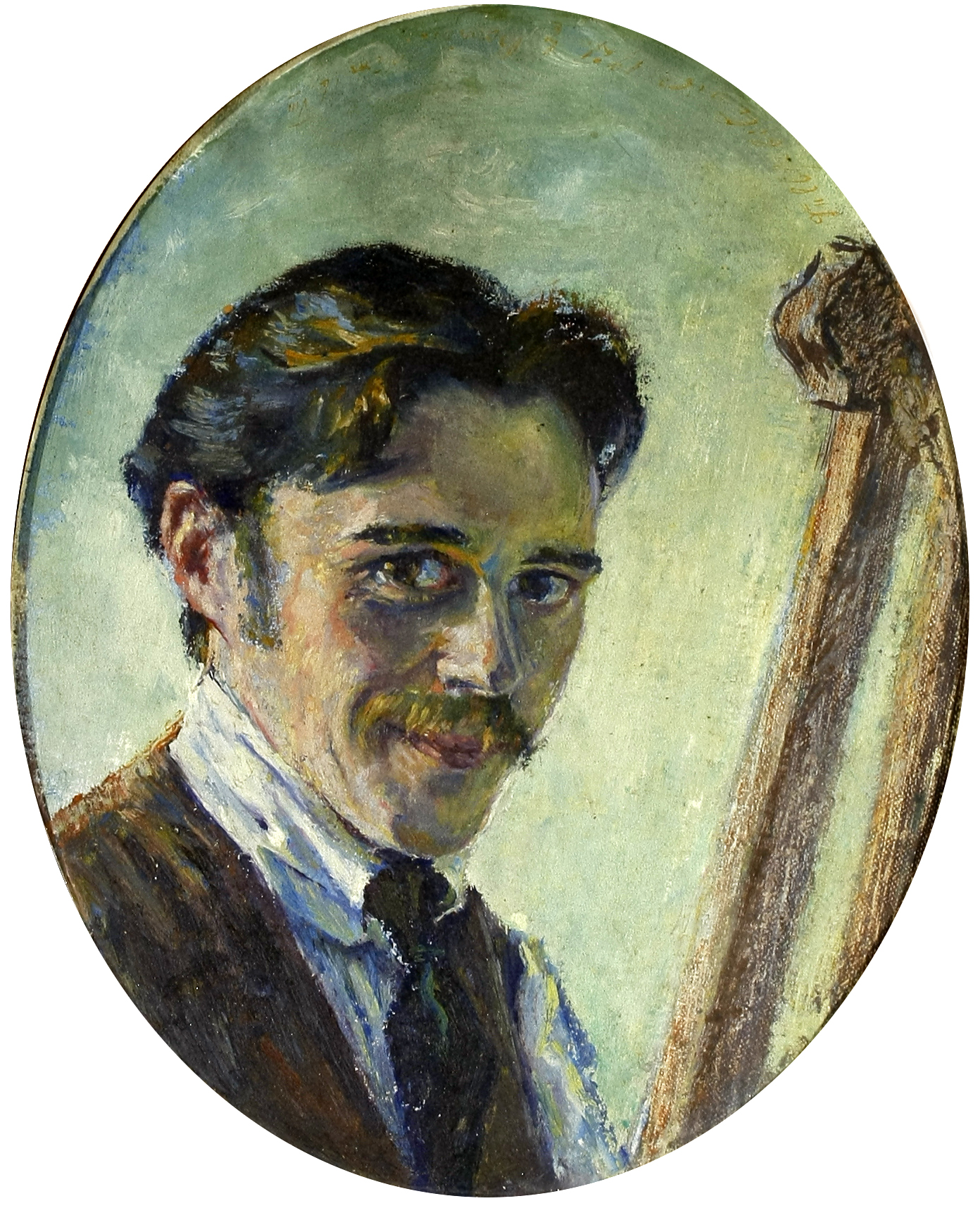
Erwin Bowien

## Tiểu sử
Bowien sinh ra trong một gia đình gốc Đông Phổ; cha ông là kỹ sư xây dựng còn mẹ ông cũng xuất thân từ vùng này và là hậu duệ của một gia đình đã di cư đến Đông Phổ vào thế kỷ 18.
Bowien theo học tại Berlin, từng học tại một trường trung học phổ thông (gymnasium) và theo học tại "École professionnelle" ở Neuchâtel (Thụy Sĩ). Sau Thế chiến thứ nhất, ông tiếp tục con đường nghệ thuật tại Học viện Mỹ thuật Munich, Học viện Mỹ thuật Dresden và Học viện Mỹ thuật Berlin. Sau đó, ông dành bốn năm tự nghiên cứu trước khi giảng dạy lịch sử nghệ thuật cho Volkshochschule tại Solingen.

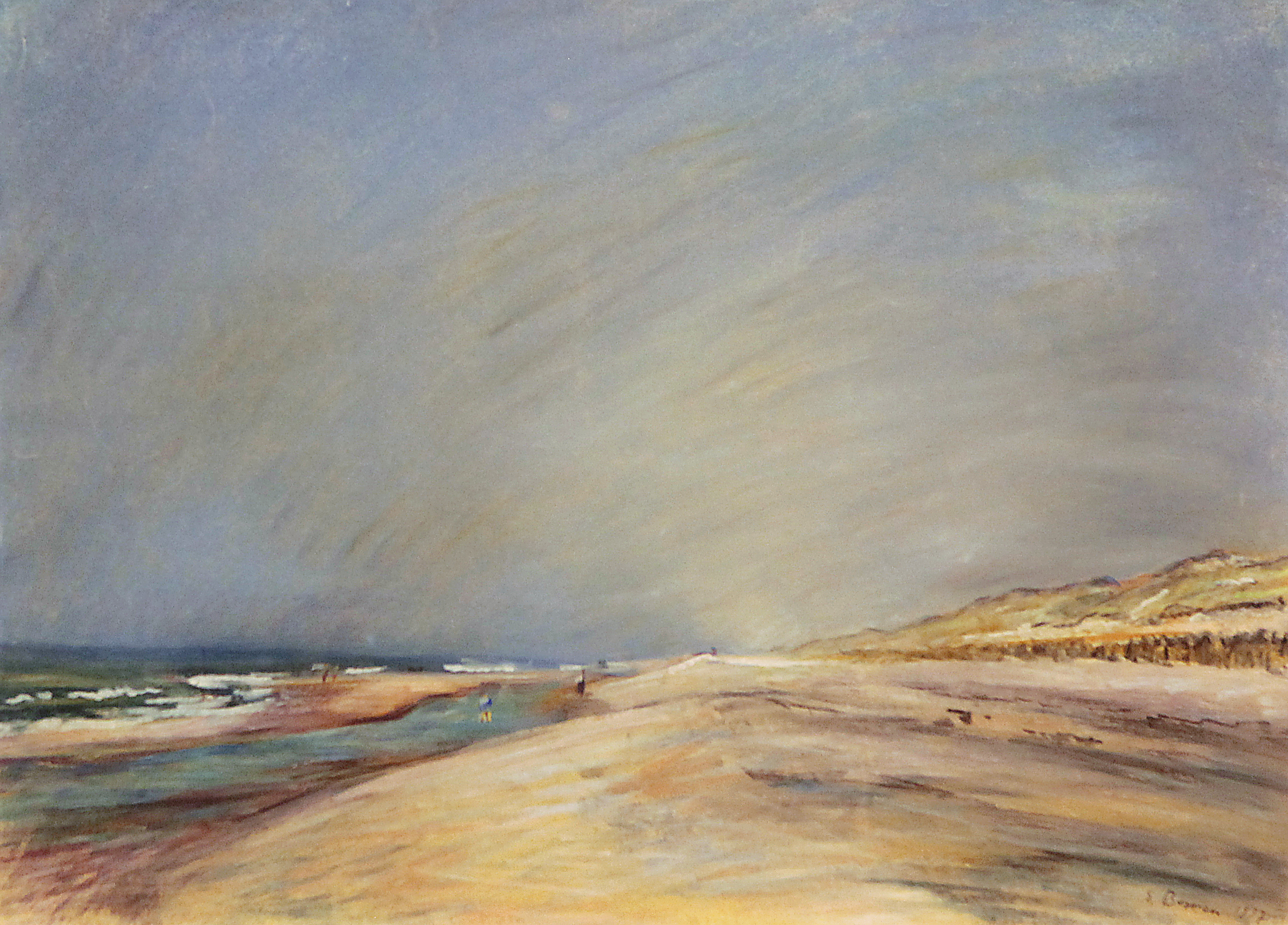
Danh mục tác phẩm 1141 - Bờ biển Hà Lan: Bãi biển ở Egmont vào mùa hè, 1937

Sau khi Đức Quốc xã lên nắm quyền, Bowien vốn là một người phản đối đảng này, ông đã rời sang Hà Lan. Từ năm 1933 đến 1942, ông sống như một nghệ sĩ tự do tại Egmond aan den Hoef, Bắc Hà Lan, trong ngôi nhà từng là nơi ở của triết gia René Descartes. Năm 1938, khi Công chúa Beatrix chào đời vào năm 1938, Bowien nảy ra ý tưởng vẽ chân dung những đứa trẻ ở Egmond aan den Hoef cũng sinh ra trong năm đó. Bộ tranh đó đã được chính quyền thành phố Egmond trao tặng cho Cơ quan Lưu trữ Hoàng gia.
Bowien từng tổ chức các triển lãm tác phẩm của mình tại The Hague, Hoorn, Alkmaar và Schoorl. Ông dần tạo dựng tên tuổi tại đó với vai trò là họa sĩ và nghệ sĩ vẽ phấn màu, nổi bật với những tác phẩm phong cảnh, cảnh biển và đồi cát.
Sau khi Đức chiếm đóng Hà Lan, Bowien bị bắt và bị giam giữ trong ba ngày. Từ Đức, ông nhận được tin rằng nhiều đồng nghiệp đều sẵn lòng che giấu ông. Tận dụng lời đề nghị đó, ông chuyển đến sống tại một ngôi làng nhỏ ở Bavaria, nơi ông không bị chính quyền phát hiện cho đến khi chiến tranh kết thúc. Sau Thế chiến thứ hai, ông đã đặt chân đến Na Uy, Thụy Sĩ và một số quốc gia khác. Các triển lãm tác phẩm của ông đã được tổ chức tại nhiều thành phố lớn ở Đức, cũng như ở Copenhagen và Paris, và hiện tác phẩm của ông đang được lưu giữ tại một số bảo tàng.
Bowien qua đời vào ngày 3 tháng 12 năm 1972 tại ngôi nhà ở Weil am Rhein. Vào ngày 20 tháng 10 năm 1976, Hội Hữu nghị Erwin Bowien e.V. đã được thành lập tại Bảo tàng Lưỡi dao Đức (German Blade Museum) [de] ở Solingen.